# シンガポール航空カーゴ
シンガポール航空カーゴ（シンガポールこうくうカーゴ、Singapore Airlines Cargo）はシンガポールの航空会社。

## 概要
シンガポール航空の完全子会社である。14機の貨物専用機とシンガポール航空の96機の旅客機の80億トン/キロメートルという高い輸送能力により、国際航空貨物運輸では世界第三位の実力を持っている。現在貨物ネットワークは18ヶ国の36都市にまで拡がっている。現在シンガポール航空カーゴは、ルフトハンザカーゴやJALカーゴなどともに貨物航空会社連合のWOWのメンバー。また上海にある長城航空の25%を所有しており、長城航空による上海⇔アムステルダム線の運航に際してはシンガポール航空貨物のボーイング747をリースしている。

## 歴史
シンガポール航空カーゴ（以下SIAカーゴ）は2001年7月にシンガポール航空の貨物輸送部門をすべて引き継ぐという形で設立された。このとき貨物輸送のための機体はすべてシンガポール航空から借り受けるとともに、シンガポール航空が運航する旅客便についても貨物室の管理はSIAカーゴが行うこととなった。設立後すぐにルフトハンザカーゴとSAS（スカンジナビア航空）カーゴグループからなる航空連合WOWに加盟した。なおJALカーゴはこの約1年後にWOWに加盟している。
2002年1月には輸送に際し特別な配慮が必要な積荷についての高等サービスであるSwiftrider(旅客便で言うビジネスクラス)を開始し、急行で目的地まで届けるTimeriderや-20度～+20度の間の一定の温度での輸送を行うCoolriderなどの商品が提供された。同年にはAsian Freight Industry Awardsで初の賞となる「Best Global Air Cargo Carrier（世界最優秀貨物航空会社賞）」と「Best Air Cargo Carrier - Asia（アジア最優秀貨物航空会社賞）」の2冠を達成。また香港のAsia Logistics Awardsでも「Best Airfreight Carrier（最優秀貨物航空会社賞）」を受賞した。なお親会社のシンガポール航空はAsian Freight Industry Awardsで2002年までに8つの賞を受賞している。
SIAカーゴはWOWに加盟したことにより、設立から数年のうちに順々に世界に路線網を拡げていき、2001年10月末には世界一周路線として水曜日にシンガポール→香港→ダラス→シカゴ→ブリュッセル→シャールジャ(UAE)→シンガポールルート、金曜日にシンガポール→香港→ダラス→シカゴ→ブリュッセル→ムンバイ→シンガポールルートの運航を始めた。また2003年5月にはシンガポールから廈門と南京を経由しシカゴに向かうルートを開設し、第三国の航空会社としては初めての中国本土とアメリカ合衆国を直接結ぶ航路となった。なおこのシンガポール→中国→シカゴ線は、シカゴ発の便ではシカゴからロサンゼルスに寄港して南京に向かっている。
2004年5月にはニューヨーク→ブリュッセル→クウェート→コロンボ→シンガポール線の運航も始めた。

## 就航都市

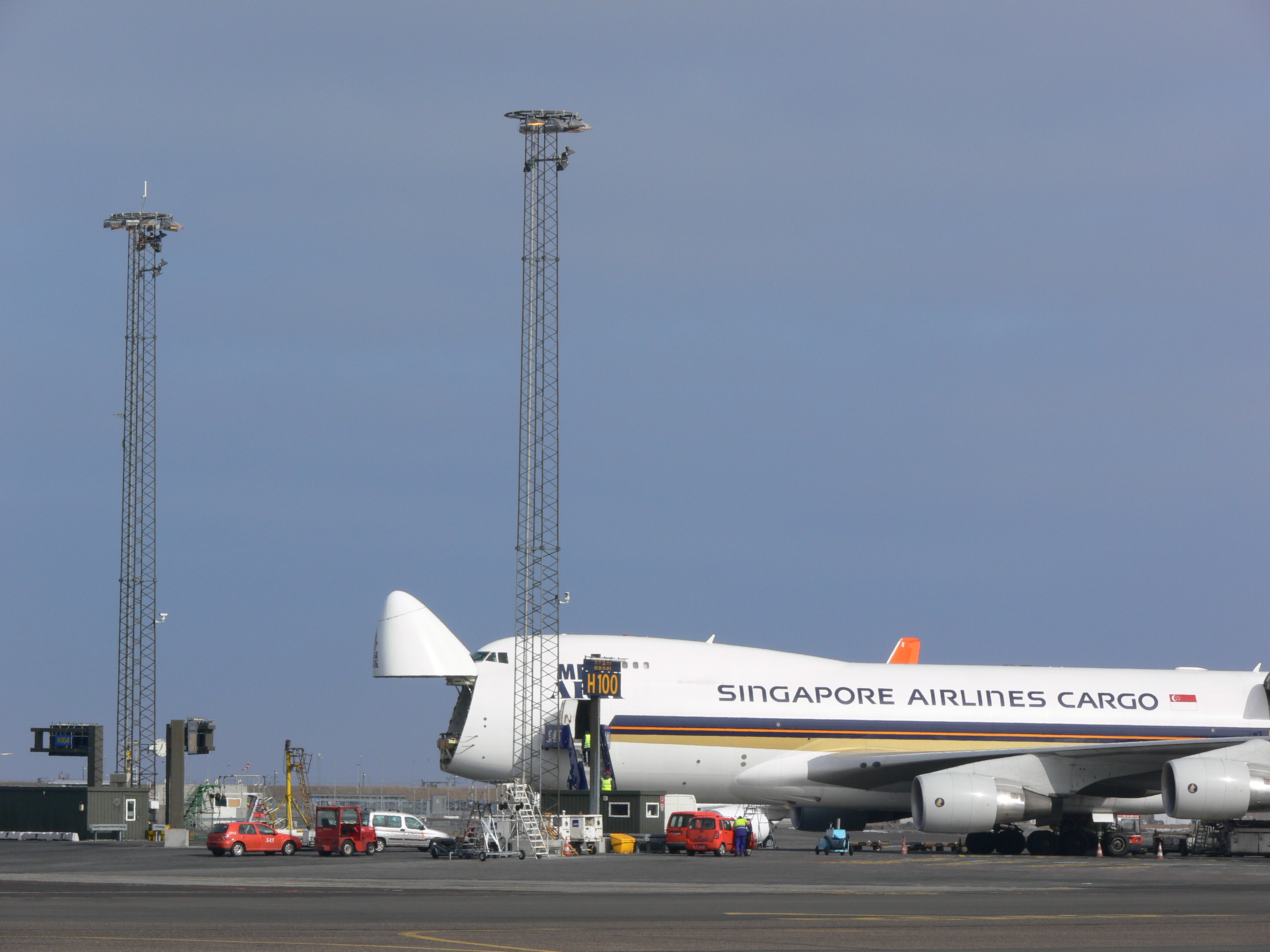
コペンハーゲン空港で貨物を積載する747-400F

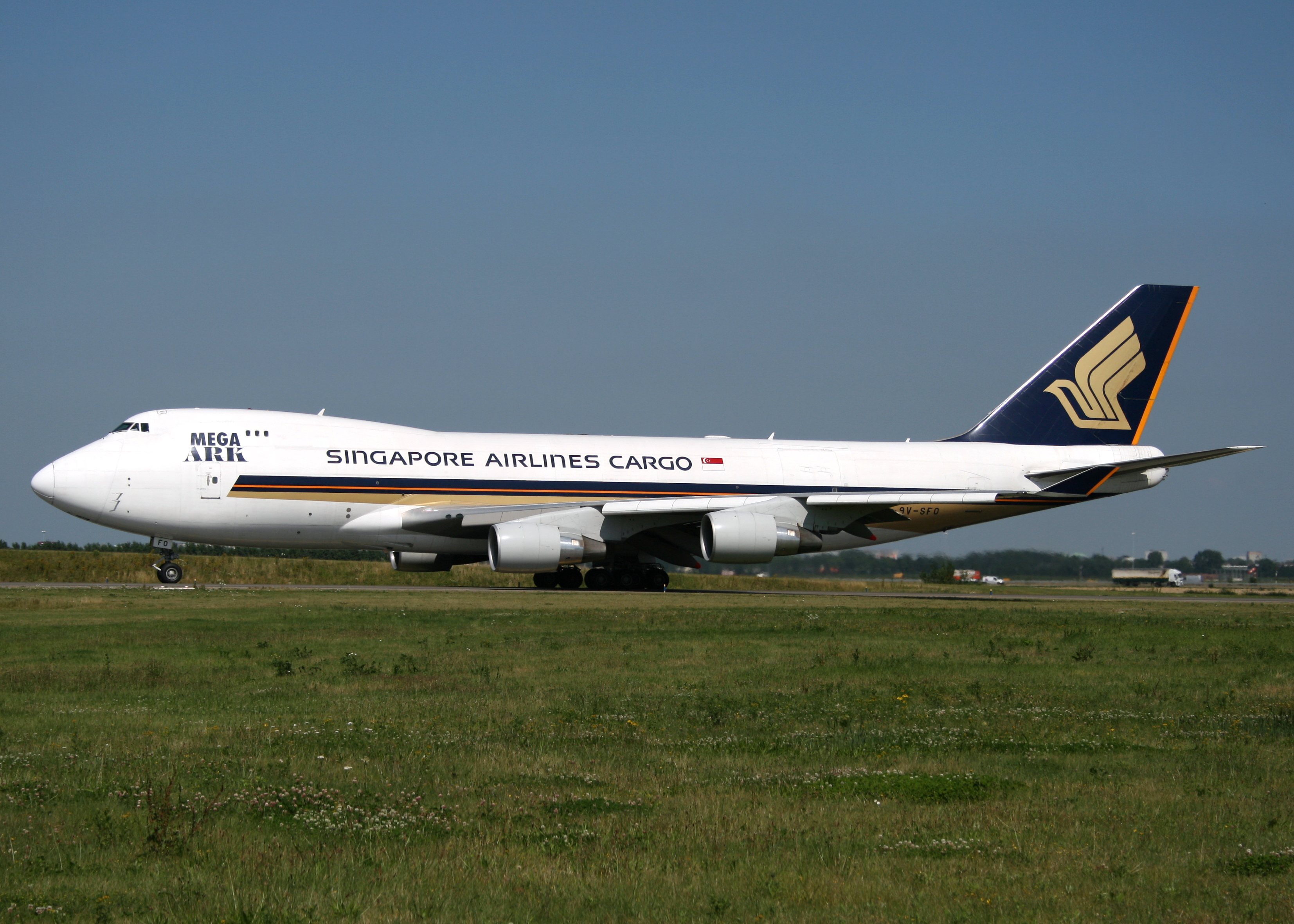
ボーイング747-400F（アムステルダム・スキポール空港にて）

現在SAIカーゴは18ヶ国36都市に就航しているが、このうち25都市はシンガポール航空の旅客機と貨物専用機との両方でサービスを展開している。また天津・廈門・マカオ・クウェート・シャールジャ・ナイロビ・ブリュッセル・アンカレジ・シカゴ・ダラスの10都市はシンガポール航空による旅客サービスが行われていない路線である(このうちブリュッセルは欧州地域、シャールジャは中東地域のハブ空港として機能させている)。
また下記の就航地以外にも、SIAカーゴはシンガポール航空の貨物室による航空貨物輸送サービスも請け負っているため、実際にはシンガポール航空網すべての就航都市に対する貨物輸送サービスが可能である。
アジア
- シンガポール
  - シンガポール(ハブ)
- 日本
  - 東京
  - 大阪
  - 名古屋
- 中国
  - 上海
  - 天津
  - 南京
  - 廈門
  - マカオ
  - 香港
- 台湾
  - 台北
- ベトナム
  - ハノイ
- インド
  - ムンバイ(ボンベイ)
  - ニューデリー
  - チェンナイ(マドラス)
  - コルカタ(カルカッタ)
  - バンガロール
  - ハイデラバード
  - アーメダバード
- クウェート
  - クウェート
- アラブ首長国連邦
  - シャールジャ(準ハブ)
  - ドバイ

アフリカ
- ケニア
  - ナイロビ
- 南アフリカ共和国
  - ヨハネスブルグ

ヨーロッパ
- ベルギー
  - ブリュッセル(準ハブ)
- イギリス
  - ロンドン
- ドイツ
  - フランクフルト
  - ライプツィヒ
- オランダ
  - アムステルダム
- デンマーク
  - コペンハーゲン

北アメリカ
- アメリカ合衆国
  - シカゴ
  - ロサンゼルス
  - ダラス
  - アンカレジ

オセアニア
- オーストラリア
  - シドニー
  - メルボルン
  - アデレード
- ニュージーランド
  - オークランド

## 保有機材
- ボーイング747-400F 11機
- ボーイング747-400BCF 2機

機体はSIAカーゴが設立されるときに、9機のボーイング747型機の貨物専用機がシンガポール航空から払い下げられ、それ以降は貨物機の購入はすべてSIAカーゴの決済で行われることになった。2014年1月現在、13機を所有している。SIAカーゴでは約100機のシンガポール航空旅客機の貨物室を運営している。